# 1992 v loďstvech
Tento článek obsahuje významné události v oblasti loďstev v roce 1992.

## Lodě vstoupivší do služby
- 7. února –  Shalki (S46) – ponorka třídy Shishumar[1]

- 15. února –  HMAS Melbourne (FFG 05) – fregata třídy Adelaide

- 29. února –  USS Jefferson City (SSN-759) – ponorka třídy Los Angeles[2]

- 11. dubna –  USS Annapolis (SSN-760) – ponorka třídy Los Angeles[3]

- 30. dubna –  Utsira (S301) – ponorka třídy Ula[4]

- 1. května –  HMS Lancaster (F229) – fregata Typu 23 Norfolk

- 20. května –  Prairial (F 731) – fregata třídy Floréal

- 27. května –  Floréal (F 730) – fregata třídy Floréal

- 9. června –  Vædderen (F359) – fregata třídy Thetis

- 13. června –  USS Maryland (SSBN-738) – ponorka třídy Ohio[5]

- 4. července –  USS George Washington (CVN-73) – letadlová loď třídy Nimitz

- 18. září –  ORP Orkan – raketový člun třídy Orkan[6]

- 15. října –  Nivose (F 732) – fregata třídy Floréal

- 17. října –  USS Essex (LHD-2) – výsadková loď třídy Wasp

- 27. října –  Júlio de Noronha (V 32) – korveta třídy Inhaúma

- 7. listopadu –  USS Boise (SSN-764) – ponorka třídy Los Angeles[7]

- 30. listopadu –  Hvidbjørnen (F360) – fregata třídy Thetis

- 12. prosince –  USS Barry (DDG-52) – torpédoborec třídy Arleigh Burke[8]

- 16. prosince –  INS Sharada (P 55) – hlídková loď třídy Sukanya